# Winterton-on-Sea
Winterton-on-Sea is een civil parish in het bestuurlijke gebied Great Yarmouth, in het Engelse graafschap Norfolk met 1278 inwoners.
Een onderzeekabel voor dataverkeer, genaamd UK-Netherlands 14, verbindt Nederland met het Verenigd Koninkrijk. Deze kabel loopt van Egmond naar Winterton-on-Sea en heeft een lengte van 206 kilometer. De kabel is eigendom van British Telecom, KPN en Vodafone.

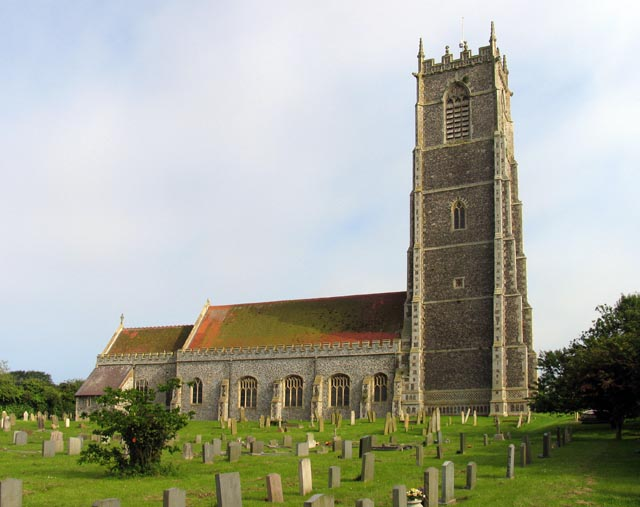
Kerk van de heilige Drie-eenheid en alle heiligen
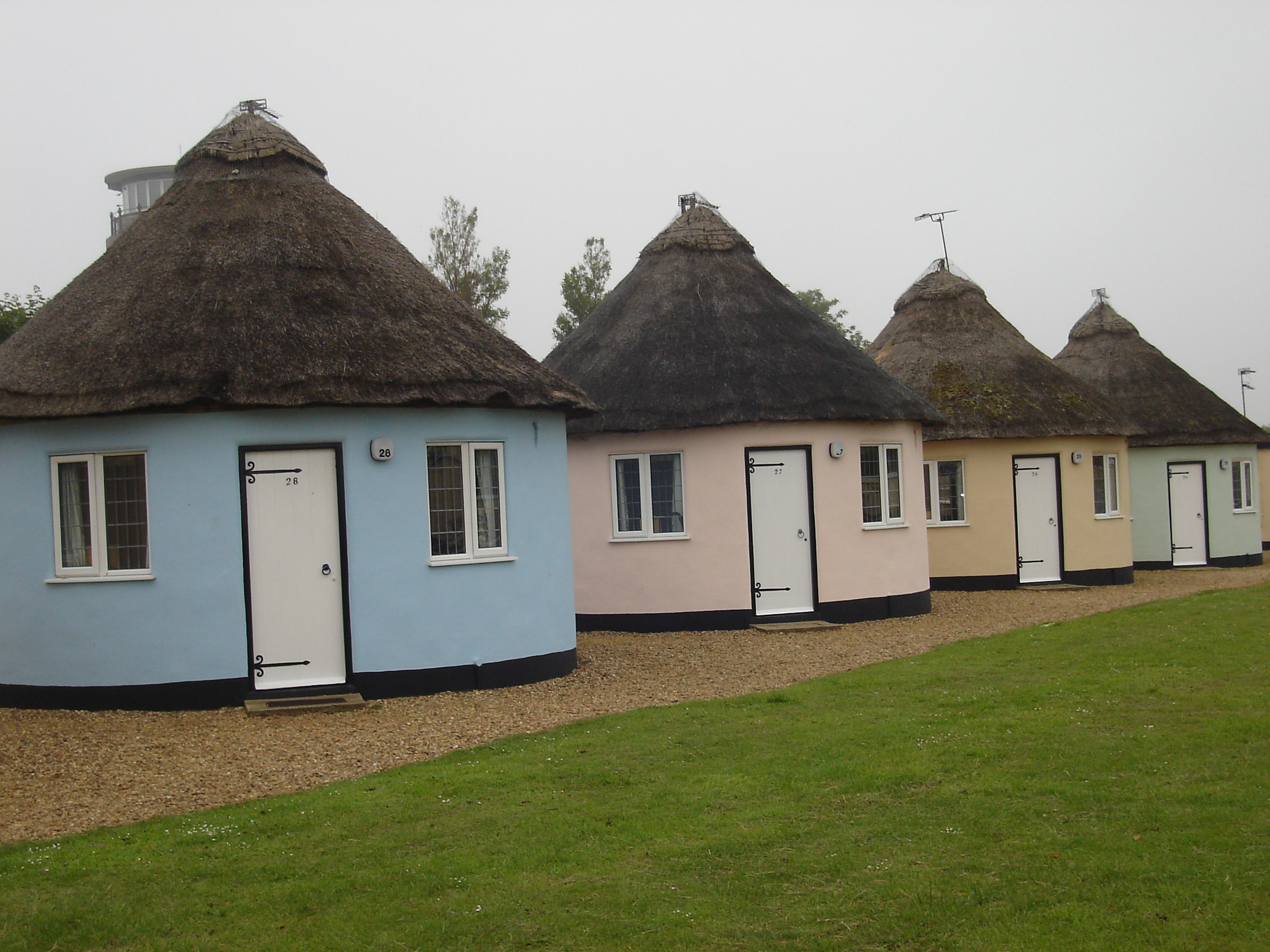
Winterton-on-Sea
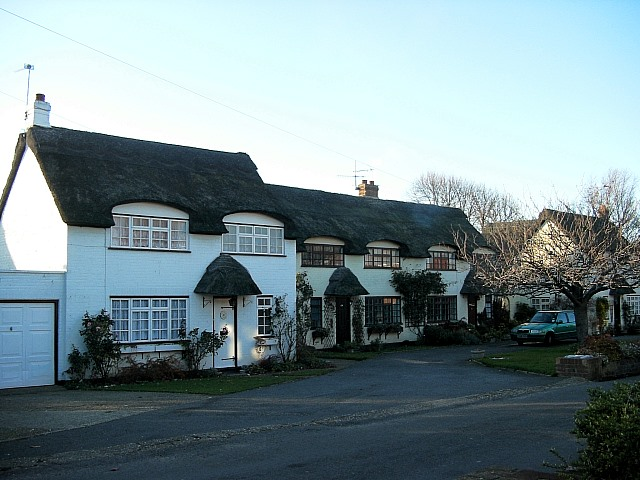
Cottages in Winterton-on-Sea